# Liste der Gemarkungen in Ansbach
Die Liste der Gemarkungen in Ansbach umfasst die neun Gemarkungen der kreisfreien Stadt Ansbach im Regierungsbezirk Mittelfranken des Freistaat Bayerns.

## Gemarkungen in Ansbach
| Nr.    | Gemarkung       | Karte                                                                        | Gemeindeteile | Fläche in km² | Flurstücke | ⌀-Fläche in m² | Quelle |
| ------ | --------------- | ---------------------------------------------------------------------------- | --- | ------------- | ---------- | -------------- | ------ |
| 093105 | Ansbach         | Die Gemarkung Ansbach (093105) in der kreisfreien Stadt Ansbach              | Ansbach | 16,970        | 8418       | 2015,94        | [ 2 ]  |
| 093111 | Bernhardswinden | Die Gemarkung Bernhardswinden (093111) in der kreisfreien Stadt Ansbach      | Bernhardswinden, Deßmannsdorf, Kurzendorf, Louismühle, Meinhardswinden | 8,483         | 1204       | 7045,62        | [ 3 ]  |
| 093118 | Brodswinden     | Die Gemarkung Brodswinden (093118) in der kreisfreien Stadt Ansbach          | Brodswinden, Gösseldorf, Hammerschmiede, Höfstetten, Wallersdorf, Wolfartswinden                                                                                                   | 8,263         | 1524       | 5421,75        | [ 4 ]  |
| 093126 | Claffheim       | Die Gemarkung Claffheim (093126) in der kreisfreien Stadt Ansbach            | Claffheim, Hohe Fichte, Winterschneidbach | 6,343         | 735        | 8629,62        | [ 5 ]  |
| 093133 | Elpersdorf      | Die Gemarkung Elpersdorf b.Ansbach (093133) in der kreisfreien Stadt Ansbach | Dautenwinden, Dombach im Loch, Elpersdorf, Höfen, Höllmühle, Käferbach, Liegenbach, Mittelbach, Oberdombach, Windmühle, Wüstenbruck                                                | 13,576        | 2209       | 6145,56        | [ 6 ]  |
| 093137 | Eyb             | Die Gemarkung Eyb (093137).svg in der kreisfreien Stadt Ansbach              | Aumühle, Eyb, Kaltengreuth, Schockenmühle, Untereichenbach | 7,789         | 3061       | 2544,48        | [ 7 ]  |
| 093155 | Hennenbach      | Die Gemarkung Hennenbach (093155) in der kreisfreien Stadt Ansbach           | Egloffswinden, Fischhaus, Galgenmühle, Heimweg, Hennenbach, Kammerforst, Katterbach, Pfaffengreuth, Obereichenbach, Rabenhof, Weinberg, Wengenstadt, Windmühle (bei Pfaffengreuth) | 15,333        | 3213       | 4772,10        | [ 8 ]  |
| 093197 | Neuses          | Die Gemarkung Neuses b.Ansbach (093197) in der kreisfreien Stadt Ansbach     | Neuses, Strüth, Wasserzell | 8,264         | 1246       | 6632,51        | [ 9 ]  |
| 093216 | Schalkhausen    | Die Gemarkung Schalkhausen (093216) in der kreisfreien Stadt Ansbach         | Dornberg, Geisengrund, Neudorf, Schalkhausen, Scheermühle, Steinersdorf, Walkmühle                                                                                                 | 14,846        | 1964       | 7558,84        | [ 10 ] |